# Portrait de madame Trudaine
Le Portrait de madame Trudaine (anciennement nommé portrait de Mme Chalgrin , aussi intitulé portrait de Louise Trudaine) est un portrait inachevé, peint, à la demande de son époux Charles-Louis Trudaine, par Jacques-Louis David, en 1791-1792, ou en 1794 selon la notice du Musée du Louvre.
Le tableau fut autrefois identifié comme un portrait de Marguerite Émilie Chalgrin, fille du peintre Claude Joseph Vernet, exécutée pendant la Révolution française. Cette identification a, depuis, été écartée.

## Historique
Peint en 1791-1792 ou en 1794, laissé inachevé, le tableau demeure dans les collections du peintre jusqu'à sa mort. Recensé comme un portrait de Mme Trudaine dans l'inventaire du 3 mars 1826 des œuvres du peintre, le tableau demeure invendu lors de l'exposition après décès.
Il est adjugé 40 francs lors de la vente de 1835. Le tableau se trouve dans la collection du peintre Léon Cogniet en 1845. Acquis peu après (vers 1846-1850) par le marquis de Gouvello, il est donné au peintre Horace Vernet. Dans la collection du peintre, transmis ensuite à son gendre Paul Delaroche, le tableau est légué au Louvre en 1890 par le petit-fils de celui-ci, (numéro de catalogue RF 670).

## Description
La jeune femme est présentée assise de trois-quarts sur une chaise, les mains croisées sur son ventre, regardant le spectateur. Elle est habillée d'une robe sombre ceinte d'une écharpe bleue et d'un haut de poitrine blanc, sa silhouette se détache sur un fond brossé de rouge.
L'environnement est intemporel, sans arrière plan (ni architecture, ni décoration), la positon indéterminée dans un cadrage de portrait inédit : en grandeur naturelle mais pas de plain-pied.
Cette œuvre est inachevée.

## Contexte
La famille Trudaine est une famille de grands administrateurs au service de la monarchie française, depuis le XVIIe siècle.
Avant la Révolution les frères Trudaine, Charles-Louis et Charles-Michel, fils de Philibert Trudaine de Montigny, avaient pour habitude d'accueillir dans leur salon parisien, place des Vosges, les plus grands artistes de l'époque, dont le poète André Chénier et le peintre Jacques-Louis David ou le journaliste François de Pange.
Les deux frères demandèrent à David de faire le portrait de l'épouse de Charles-Louis, Marie-Louise Trudaine, née Marie-Louise-Josèphe Micault de Courbeton (1769-1802). Lorsque la Révolution se radicalisa en 1792, le peintre, élu député de la Convention nationale et devenu extrémiste, se brouilla avec la famille Trudaine qui choisit la clandestinité.

### Identification du modèle

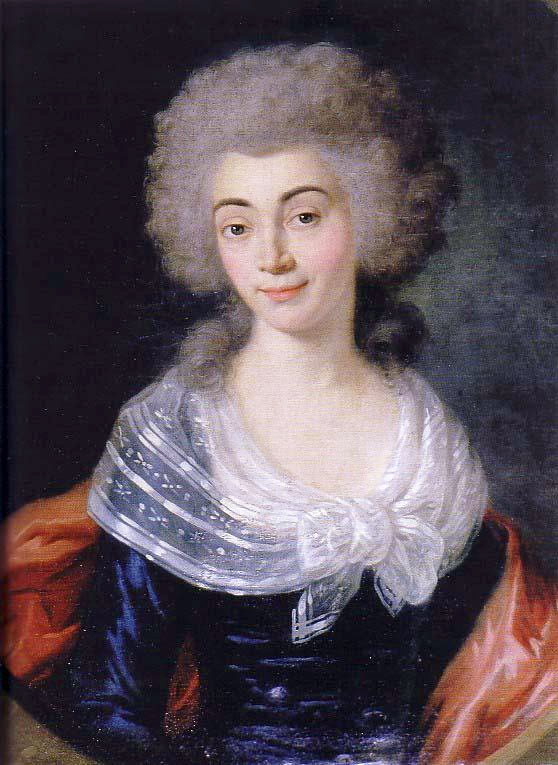
portrait de Marguerite Émilie Chalgrin par Élisabeth Vigée-Lebrun (coll. particulière).

Des biographies de David comme celle de Saunier (1903), ont identifié le modèle comme étant Marguerite Émilie Chalgrin (1760-1794), épouse de l'architecte Jean-François Chalgrin, fille du peintre Claude Joseph Vernet et sœur de Carle Vernet.
Ayant été compromise dans une affaire de vol et recel de biens nationaux, elle fut guillotinée en 1794. Une légende, dont l'origine provient des Mémoires d'un détenu d'Honoré Riouffe (1823), imputa à David la responsabilité de son exécution,. Dans son Histoire des peintres français au dix-neuvième siècle, Charles Blanc raconte que Carle Vernet accourut pour implorer la grâce de David; celui-ci aurait alors répondu « j'ai peint Brutus, je ne puis solliciter Robespierre, le tribunal est juste ».
Cette identification fut également défendue par Henri Toussaint sur la base d'une ressemblance entre les traits du modèle et ceux de Carle Vernet.
Depuis les années 1980, le tableau a été restitué par Régis Michel, historien d'art spécialiste de David, d'après l'inventaire après décès des œuvres du peintre daté du 3 mars 1826 qui recense le tableau comme étant un portrait de Marie-Louise Trudaine (1769-1802). Un autre élément ayant emporté l'avis des historiens est la jeunesse du modèle. En effet, en 1791-1792, Marie-Louise Trudaine avait 23 ans, tandis qu'Émilie Chalgrin avait 32 ans.

## Œuvre en rapport
Le British Museum possède dans ses collections de dessins, une copie en lavis à la sépia de ce portrait, avec la mention manuscrite Mme Chalgrin par David.